# Entschließungsantrag
Der Entschließungsantrag ist eine parlamentarische Handlungsform, mit der das Parlament seine Position begleitend zu bestimmten Gesetzesvorhaben erklärt und die Regierung auffordert, etwas Bestimmtes beim Vollzug des Gesetzes zu tun. Die Entschließung ist rechtlich nicht verbindlich, sie hat lediglich auffordernden Charakter.

## Deutschland

### Bundestag und Landtage
Ein Entschließungsantrag im Deutschen Bundestag und den Landtagen nimmt stets Bezug auf einen bereits vorhandenen Gesetzentwurf oder eine ähnliche Initiative. Für den Bundestag gilt: Der Entschließungsantrag muss von einer Fraktion oder mindestens fünf Prozent der Abgeordneten des Bundestages unterzeichnet werden, um zur Abstimmung gestellt zu werden. Im Abgeordnetenhaus von Berlin ist die Unterstützung einer Fraktion oder einer Parlamentarischen Gruppe, oder aber von mindestens zehn Mitgliedern des Abgeordnetenhauses erforderlich.

### Bundesrat
Auch der Bundesrat kann die Bundesregierung in einer Entschließung zu einem bestimmten Handeln auffordern, auf Probleme aufmerksam machen, seine Auffassung zu einem bestimmten Thema darlegen oder Gesetzgebungsverfahren durch die Bundesregierung anstoßen.

## Europäische Union
Ein Entschließungsantrag im Europäischen Parlament kann von jedem Mitglied eingereicht werden, sofern dies zu Angelegenheiten gemacht wird, die den Tätigkeitsbereich der Europäischen Union betreffen. Der Entschließungsantrag ist beim Präsidenten einzureichen, der überprüft, ob die anzuwendenden Kriterien erfüllt sind. Erklärt der Präsident den Antrag für zulässig, gibt er ihn im Plenum bekannt und überweist ihn an den zuständigen Ausschuss.